# 蒙瓜
蒙瓜是哥倫比亞的城鎮，位於該國東北部，由博亞卡省負責管轄，距離首府通哈55公里，始建於1555年4月4日，面積365平方公里，海拔高度3,037米，2005年人口5,080。
5°45′N 72°48′W / 5.750°N 72.800°W